# Min-Kamutef
Min-Kamutef ist ein altägyptischer Gott, der als Verschmelzung der Gottheiten Min und Amun-Re-Kamutef am Ende der zweiten Zwischenzeit beziehungsweise mit Beginn der 18. Dynastie (Neues Reich) belegt ist. Ikonografisch übernahm Min-Kamutef die ithyphallische Form des Min.
Im Neuen Reich war Karnak der Hauptkultort von Min-Kamutef. Zu Ehren seiner Erscheinungsform als Kamutef errichteten Hatschepsut und Thutmosis III. den Tempel des Kamutef, der Mittelpunkt der Prozessionen des Min-Festes war.